# Biblioteca Nacional Digital
A Biblioteca Nacional Digital (BND)  é um serviço da Biblioteca Nacional de Portugal, que disponibiliza em linha cerca de 30.000 documentos dos seus fundos, num total de cerca de 3 milhões de imagens.
O projeto foi lançado pela Biblioteca Nacional de Portugal, a 18 de janeiro de 2002, enquanto serviço de acesso em linha à cópia digital de documentos das suas coleções, integrando obras que desde 1998 já vinham sendo digitalizadas no contexto de exposições e outras atividades de difusão cultural da Instituição. Está hoje plenamente integrada na infraestrutura geral de serviços da Biblioteca Nacional de Portugal, e regista cerca de 6 milhões de visitas por ano. 
À semelhança de outros países, a BND surgiu como projeto especial para a modernização e o incremento da qualidade dos serviços da Biblioteca, apoiado financeiramente por fundos comunitários e caracterizando-se pela experimentação e inovação tecnológica. Em resultado do projeto BND, a operacionalização dos serviços e conteúdos em linha e o desenvolvimento de políticas e de capacidade técnica para manter o crescimento das coleções e consolidar a organização e apresentação dos objetos digitais, permitiram que a fase de projeto fosse ultrapassada. Atualmente a BND está plenamente integrada, quer em termos organizacionais, quer funcionais, na infraestrutura geral de serviços da Biblioteca Nacional de Portugal.
Para além dos serviços técnicos de armazenamento, organização e apresentação dos objectos digitais, a BND integra ainda serviços que suportam a sua utilização pública, propiciando diversas formas de acesso livre e gratuito aos documentos digitalizados. 
O acesso às coleções digitais de livros, publicações periódicas, iconografia, cartografia e música, pode fazer-se mediante pesquisa no catálogo bibliográfico ou por navegação através dos índices de título, autor ou data de publicação. Na coleção digital incluem-se documentos em acesso livre, e também conteúdos protegidos pelo Direito de Autor, que por este motivo estão acessíveis apenas na rede interna da BNP.
Os conteúdos da BND também  disponíveis através de outros portais nacionais e internacionais: 
- portal Europeana (Biblioteca Digital Europeia)
- Biblioteca Digital do Património Ibero-americano;
- Registo Nacional de Objetos Digitais RNOD.

## Conteúdo
Nas coleções da BND incluem-se documentos de acesso livre, e também documentos protegidos por direitos de autor, que ainda assim estão acessíveis na rede interna da BNP. Atualmente a BND disponibiliza em linha cerca de 30.000 documentos, a que correspondem cerca de milhões de imagens. O tipo de material mais representado é o iconográfico, que constitui 63% do número total de documentos. As monografias correspondem a cerca de 21%. O material cartográfico e as publicações periódicas representam, cada um deles, cerca de 7% do total. Relativamente ao número de imagens, estão disponíveis em linha 1.536.715 imagens. Deste total, 82% das imagens dizem respeito a livros, 14% a publicações periódicas e os restantes 4% a documentos iconográficos, cartográficos e partituras. Relativamente às datas de publicação, a maioria dos documentos disponíveis foram publicados no século XX (52%), século XIX (17%) e século XVIII (12%), sobretudo no que se refere aos materiais de tipo iconográfico, publicações periódicas, espólios e obras originalmente digitais.

## Política de digitalização e disponibilização de documentos online
Para a seleção das obras a digitalizar, a BNP recorreu a diversos critérios durante os anos de 2002 a 2007, definidos em função da sua missão de conservação e divulgação do património documental português. Assim, tendo em vista a preservação de documentos de natureza frágil e/ou manuseamento difícil, foi selecionado um conjunto significativo de documentos iconográficos (cartazes, estampas, desenhos, etc.) e de material cartográfico. 
Ultrapassada a fase inicial de projeto, em 2007 foi estabelecida uma política sistemática de digitalização de coleções da BNP, que assenta em três grandes objetivos: promover a divulgação das coleções da BNP, preservar os documentos originais, e colaborar em atividades editoriais e exposições da própria BNP, ou em outros eventos culturais ao nível nacional, internacional e comunitário. 
As prioridades de digitalização estabelecidas em função destes objetivos, são as seguintes: Coleções de reservados ; Obras raras ou únicas ; Obras frágeis ; e  Digitalização colaborativa ou de oportunidade Os documentos digitalizados estão disponíveis livre e gratuitamente na Internet, sempre que se trate de obras no domínio público ou relativamente às quais a BNP possui os direitos de publicação. Sempre que os conteúdos estejam protegidos pelo Direito de Autor, as cópias digitais estão apenas acessíveis na rede interna da BNP.

## Autores e personalidades
- António Feliciano de Castilho 1800-1875 [Documento eletrónico] / Biblioteca Nacional ; pesq. e coord. científica Luís Augusto Costa Dias ; webdesign Sérgio Pires. - Serviço em linha. - Lisboa : B.N., cop. 2000-. -Tít. da p. de acolhimento. - Descrição baseada na data de consulta de: 27 de junho de 2001
- Bicentenário de Almeida Garrett [Documento eletrónico] / Biblioteca Nacional ; coord. Fátima Libório ; coord. técnica José Luís Borbinha ; design e HTML Sérgio Pires. - Serviço em linha. - Lisboa : B.N., cop. 1999-. -Tít. da p. de acolhimento. - Descrição baseada na data de consulta de: 27 de junho de 2001.
- Manuel Maria de Barbosa l´Hedois Du Bocage (Setúbal, 1765 – Lisboa, 1805), poeta português e, possivelmente, o maior representante do arcadismo lusitano. Embora ícone deste movimento literário, é uma figura inserida num período de transição do estilo clássico para o estilo romântico que terá forte presença na literatura portuguesa do século XIX.